# Jasper Wolf
Jasper Wolf is een Nederlandse cameraman en director of photography.

## Biografie
Wolf werd geboren in Amsterdam. Tot zijn vijfde woonde hij in Nigeria. Al van jongs af aan maakte hij zelf filmpjes met een Super-8-camera. Hij studeerde een jaar Theater- en Filmwetenschappen aan de universiteit en stapte toen over naar de Nederlandse Film en Televisie Academie.
Wolf is sinds de film Instinct uit 2019 de vaste cameraman van Halina Reijn. Hij is lid van de Netherlands Society of Cinematographers, en is sinds 2020 toegevoegd als lid van de Academy.

## Filmografie
- 2024 – Babygirl
- 2023 – Golda (film)
- 2022 – Bodies Bodies Bodies
- 2021 – Dead & Beautiful
- 2020 – Paradise Drifters
- 2019 – Instinct
- 2019 – Monos
- 2018 – Niemand in de stad
- 2017 – Brothers
- 2015 – Boy 7
- 2014 – Bloedlink
- 2014 – Atlantic.
- 2011-2013 – Van God los
- 2011 – Code Blue

## Prijzen en nominaties
| Jaar | Prijs       | Categorie        | Film               | Uitslag     |
| ---- | ----------- | ---------------- | ------------------ | ----------- |
| 2020 | Gouden Kalf | Beste camerawerk | Paradise Drifters  | Genomineerd |
| 2019 | Gouden Kalf | Beste camerawerk | Niemand in de stad | Gewonnen    |
| 2015 | Gouden Kalf | Beste camerawerk | Atlantic.          | Genomineerd |
| 2011 | Gouden Kalf | Beste camerawerk | Code Blue          | Gewonnen    |